# Santo Tomé (Santa Fe)
Santo Tomé è una città dell'Argentina di 66.133 abitanti situata nel dipartimento di La Capital, all'interno della provincia di Santa Fe. 

## Geografia
Santo Tomé sorge a 4 km ad ovest di Santa Fe, sulla sponda destra del fiume Salado del Norte.

## Storia
Fu fondata nel 1872 per decreto del governatore provinciale Simón de Iriondo e ottenne lo status di città il 12 aprile 1962.